# Rallye

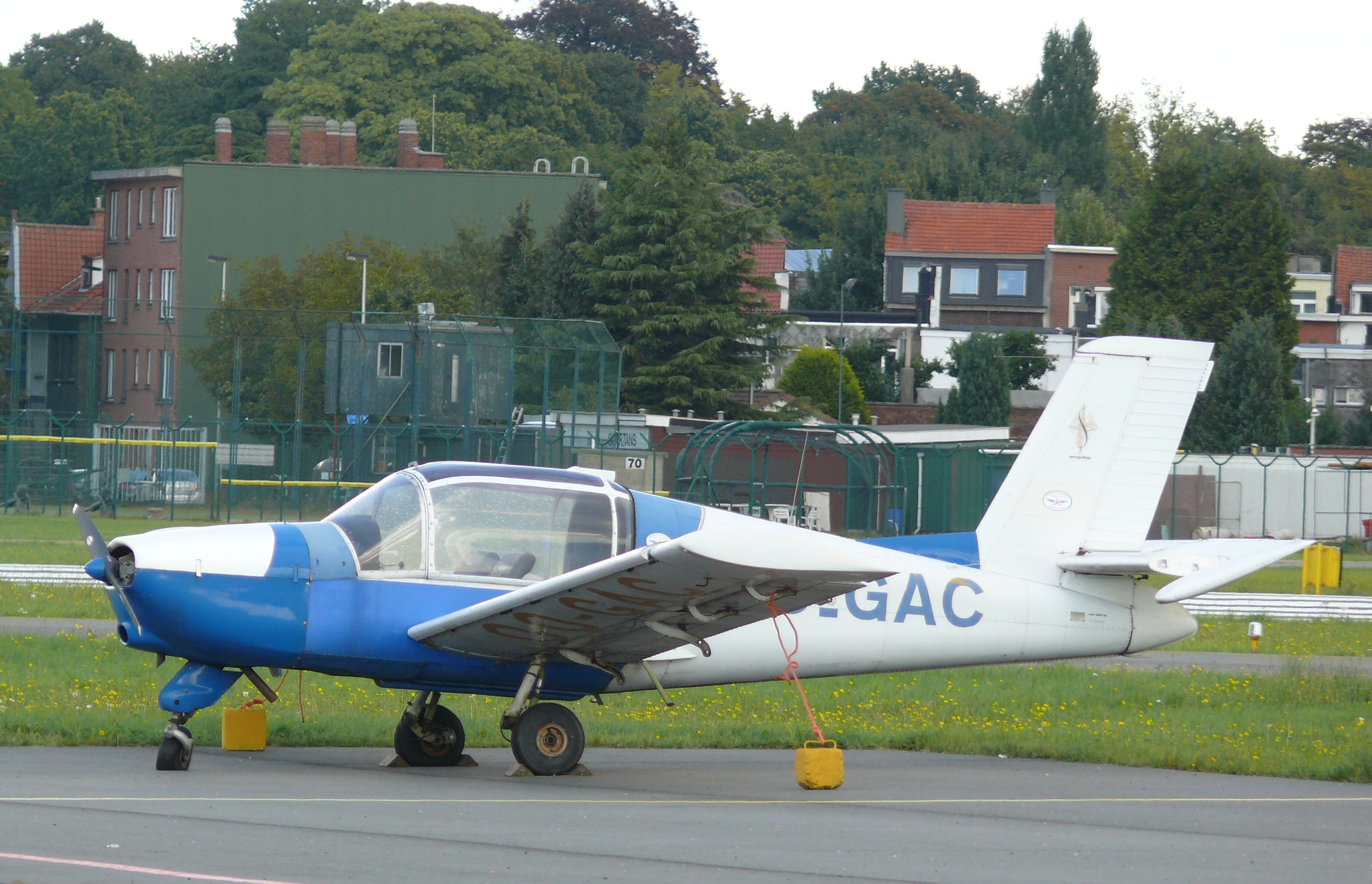
MS-880B Rallye Club

Socata Rallye är ett franskbyggt sportflygplan utrustat med fast landställ och ej omställbar propeller. Flygplanet har plats för fyra personer ombord och är även utrustat med så kallade slats på vingens framkant för att förbättra stigprestanda, detta gör typen populär som bogserflygplan vid segelflygning.